# Jean-Pierre Nsame
Jean-Pierre Nsame (Douala, 1993. május 1. –) kameruni válogatott labdarúgó, a svájci St. Gallen csatára kölcsönben az olasz Como csapatától.

## Pályafutása

### Franciaország
Nsame a kameruni Douala városában született. Az ifjúsági pályafutását 2008-ban, a franciaországi Angers akadémiájánál kezdte. 
2012-ben mutatkozott be az Angers felnőtt csapatában. 2012 áprilisában a Metz ellen 1–1-es döntetlennel zárult másodosztályú mérkőzésen debütált. Az Angernél 23 mérkőzésen lépett pályára és négy szezont töltött, ebből egy-egy szezont kölcsönben a Carquefou és a Amiens csapatában. 
A 2015–2016-os szezon végén, mivel nem sikerült rendszeresen betörnie az első csapatba, Nsame-t elengedte a klub. 2016 júliusában Nsame az angol League One-ban szereplő Walsallban került próbajátékra, de első mérkőzésén 2–1-es barátságos vereséget szenvedett a Norwich Citytől. Miután azonban negatív részletek derültek ki a múltjáról, a klub elengedte.

### Svájc

#### Servette
2016. augusztus 23-án a Challenge League-ban szereplő Servettehez igazolt. A szezonban 23 gólt szerzett a klubnak, ezzel megszerezte a másodosztály gólkirályi címét, emellett hozzájárult a klub harmadik helyezéséhez a tabellán.

#### Young Boys
A szezonban elért teljesítménye felkeltette a figyelmét az első osztályú Young Boys együttesének, így egy év genfi szereplés után a fővárosi klubhoz szerződött. Az első szezonjában megszerezte a klubbal a bajnoki címet, amelyet 32 év után először nyert meg a Young Boys. A bajnoki címet 2018. április 28-án a Luzern ellen 2–1-re megnyerték, Nsame 89. percben szerzett góljával. A következő szezonban 31 mérkőzésen elért 15 góljával hozzájárult a klub újabb első helyezéséhez. 
2019. szeptember 14-én, a svájci kupa második fordulójában, a Freienbach ellen 11–2-re megnyert mérkőzésen megszerezte első mesterhármasát. Öt nappal később, a portugál Porto ellen 2–1-re elvesztett Európa-liga csoportkörmérkőzésen pedig első nemzetközi találatát jegyezhette. November 24-én másodjára is mesterhármast ért el a Sion ellen 4–3-ra megnyert Super League találkozón, ahol a Sion színeiben Pajtim Kasami is háromszor talált be a Young Boys hálójába.
A 2019–20-as szezonban 32 mérkőzésen 32 gólt szerzett, így megszerezte a gólkirályi címet és hozzásegítette a klubot a duplázásához, azaz a harmadik bajnoki címhez és a kupagyőzelemhez.

### Venezia
2022. január 31-én féléves kölcsönszerződést kötött az olasz Venezia együttesével. Február 6-án, a Napoli elleni mérkőzés 78. percében Michaël Cuisance cseréjeként debütált.

### Como
2024. január 26-án két és fél évre az olasz másodosztályban szereplő Comóhoz szerződött. A 2023–24-es szezon végén sikerült feljutniuk a Serie A-ba. A 2024–25-ös idényben a lengyel Legia Warszawa és a svájci St. Gallen csapatát erősítette kölcsönben.

### A válogatottban
Nsamet behívták a kameruni válogatottba a 2017-es konföderációs kupamérkőzéseire. Először 2017. szeptember 4-ei, Nigéria elleni VB-selejtezőn lépett pályára.

## Statisztika
2023. május 29. szerint.
| Klub                   | Szezon   | Bajnokság            | Bajnokság | Bajnokság | Kupa  | Kupa  | Nemzetközi | Nemzetközi | Összesen | Összesen |
| Klub                   | Szezon   | Bajnokság            | Mérk.     | Gólok     | Mérk. | Gólok | Mérk.      | Gólok      | Mérk.    | Gólok    |
| ---------------------- | -------- | -------------------- | --------- | --------- | ----- | ----- | ---------- | ---------- | -------- | -------- |
| Angers                 | 2011–12  | Ligue 2              | 1         | 0         | 0     | 0     | 0          | 0          | 1        | 0        |
| Angers                 | 2012–13  | Ligue 2              | 17        | 1         | 2     | 0     | 0          | 0          | 19       | 1        |
| Angers                 | 2015–16  | Ligue 1              | 5         | 0         | 2     | 0     | 0          | 0          | 7        | 0        |
| Angers                 | Összesen | Összesen             | 23        | 1         | 4     | 0     | 0          | 0          | 27       | 1        |
| Carquefou (kölcsönben) | 2013–14  | Championnat National | 22        | 0         | 6     | 0     | 0          | 0          | 28       | 0        |
| Amiens (kölcsönben)    | 2014–15  | Championnat National | 34        | 7         | 2     | 3     | 0          | 0          | 36       | 10       |
| Servette               | 2016–17  | Challenge League     | 31        | 23        | 0     | 0     | 0          | 0          | 31       | 23       |
| Young Boys             | 2017–18  | Super League         | 31        | 13        | 5     | 2     | 9          | 0          | 45       | 15       |
| Young Boys             | 2018–19  | Super League         | 31        | 15        | 4     | 1     | 5          | 0          | 40       | 16       |
| Young Boys             | 2019–20  | Super League         | 32        | 32        | 6     | 7     | 8          | 2          | 46       | 41       |
| Young Boys             | 2020–21  | Super League         | 30        | 19        | 1     | 0     | 11         | 7          | 42       | 26       |
| Young Boys             | 2022–23  | Super League         | 33        | 21        | 3     | 3     | 6          | 4          | 42       | 28       |
| Young Boys             | Összesen | Összesen             | 157       | 100       | 19    | 13    | 39         | 13         | 215      | 126      |
| Venezia (kölcsönben)   | 2021–22  | Serie A              | 11        | 0         | 0     | 0     | 0          | 0          | 11       | 0        |
| Összesen               | Összesen | Összesen             | 278       | 131       | 31    | 16    | 39         | 13         | 348      | 159      |

### A válogatottban
| Válogatott | Év       | Pályára lépés | Gól |
| ---------- | -------- | ------------- | --- |
| Kamerun    | 2017     | 1             | 0   |
| Kamerun    | 2019     | 1             | 0   |
| Kamerun    | 2022     | 2             | 0   |
| Összesen   | Összesen | 4             | 0   |

## Sikerei, díjai
Young Boys
- Super League
  - Bajnok (5): 2017–18, 2018–19, 2019–20, 2020–21, 2022–23

- Svájci kupa
  - Győztes (2): 2019–20, 2022–23

 Como
- Serie B
  - Feljutó (1): 2023–24

Egyéni
- A Challenge League gólkirálya: 2016–17 (23 góllal)
- A Super League gólkirálya:
2019–20 (32 góllal)
2020–21 (19 góllal)
2022–23 (21 góllal)